# 奈良県道170号五條停車場線
奈良県道170号五條停車場線（ならけんどう170ごう ごじょうていしゃじょうせん）は、奈良県五條市を通る一般県道である。

## 概要
五條市須恵3丁目から五條市五條3丁目に至る。
接続する鉄道駅は五条駅であるが、当路線の名称は五條停車場線である。

### 路線データ
- 起点：五條市須恵3丁目（JR西日本和歌山線 五条駅前）
- 終点：五條市五條3丁目（五條3丁目交差点、国道24号交点）

## 地理

### 通過する自治体
- 奈良県
  - 五條市

### 交差する道路
| 交差する道路                           | 交差する場所 | 交差する場所           |
| -------------------------------------- | ------------ | ---------------------- |
| 国道24号 国道168号 重複 国道370号 重複 | 五條3丁目    | 五條3丁目交差点 / 終点 |

### 沿線
- JR西日本和歌山線 五条駅